# Up to Now
Up to Now is het eerste verzamelalbum van de alternatieve-rockband Snow Patrol. Het album werd op 9 november 2009 uitgebracht. Het album bevat naast een selectieve overzicht van nummers van de vorige vijf albums, re-interpretaties, drie nieuwe nummers en drie livenummers. Als leadsingle werd Just Say Yes eind oktober uitgebracht.

## Achtergrond
Het een greatest hits-album noemen is iets te overtrokken. We hebben maar acht of negen hits gehad in het Verenigd Koninkrijk, dus noemen wij het een geschiedenis.
Het album werd op 23 augustus aangekondigd in een interview met leadzanger Gary Lightbody tijdens het V Festival. De band wilde met het album de fans, die de band vergaarde met de successen van Final Straw, Eyes Open en A Hundred Million Suns, de drie studioalbums dat door een majorplatenmaatschappij zijn uitgebracht, kennis laten maken met de oudere en meer onbekendere nummers. De band gelooft dat het album een portret van de groep laat zien. De platenmaatschappij wilde het album Greatest Hits noemen en ook Best of was een titel. De band vond echter dat zij te weinig hits hadden gescoord. Over het album zei Lightbody dat het de band ermee een statement presenteert. "We hebben een heuvel beklommen en kijken nu terug om het uitzicht te bekijken. Het is goed dat men ziet dat wij er niet meteen waren." Hiermee verwijst de zanger naar de lange weg naar een major platencontract die de band aflegde. Na weinig commerciële successen bij de onafhankelijke platenlabel Jeepster, waar de albums Songs for Polarbears uit 1998 en When It's All Over We Still Have to Clear Up uit 2001 werden uitgebracht, werd de band aangenomen bij Polydor. In 2003 kwam het door Jacknife Lee geproduceerde Final Straw uit en bereikte de band de vijfde positie in de Britse UK Singles Chart met tweede single Run.
Op 21 augustus werd al de tournee Reworked aangekondigd, die in november en december plaatsvindt in het Verenigd Koninkrijk. De tournee zal bestaan uit hoogtepunten uit het verleden van de band met nummers van zowel de band als van de Reindeer Section, een supergroep bestaande uit Schotse artiesten waaronder Belle & Sebastian, Idlewild en Teenage Fanclub. Enkele nummers worden in een nieuw jasje gegooid zouden worden en extra muzikanten en vele special guests zullen aantreden. Doel hiervan is terug te kijken op de carrière van de groep en nummers op een nieuwe manier te horen.

## Verschijning
Bij de officiële bekendmaking van het album werd 9 november 2009 als verschijningsdatum opgegeven, waarbij de leadsingle Just Say Yes op 2 november zou uitkomen. Just Say Yes werd echter al op 24 oktober in de Verenigde Staten en op 26 oktober in Nederland digitaal per iTunes vrijgegeven, en in Ierland kwam de cd op 30 oktober uit. Het album was al vanaf 1 november op de Nederlandse iTunes verkrijgbaar, en het fysieke schijfje op 6 november. Het album was in de Verenigde Staten vanaf 10 november te koop terwijl de verschijningsdatum in Brazilië 24 november was.

## Inhoud
Het album, met in totaal dertig nummers, bestaat naast nummers van Snow Patrol's studioalbums en B-kanten uit nieuwe versies van enkele nummers, drie nieuwe nummers en enkele nummers van de Reindeer Section. Het album wordt in verschillende versies uitgebracht, waaronder een dubbeldisc-editie, een driedisc-editie en een heavyweight box dat in een gelimiteerde oplage verkrijgbaar is.
- De dubbeldisc-editie bestaat uit twee cd's met op elke schijf vijftien nummers. Deze uitgave is de standaarduitgave.
- De driedubbeldisc-editie bestaat uit de standaarduitgave met een extra dvd. Hierop staan naast twee documentaires, ook een video van The Lightning Strike en nog nooit eerder vertoond live-materiaal.[8] Drie nummers van deze 'live festival footage' is opgenomen op Pinkpop 2009.
- De box set is een heavyweight genummerd en met stof omringd doosje dat naast de inhoud van de driedubbeldisc-set, ook drie elpee's, een extra dvd, een lithograafprint van Bradley Quinn en een boek ter grootte van een elpee bevat.

Als de eerste single wordt Just Say Yes uitgebracht. Dit nummer, geschreven en oorspronkelijk geproduceerd door leadzanger Gary Lightbody, was bedoeld voor Nicole Scherzingers debuutalbum Her Name Is Nicole maar het album is tot op heden niet uitgebracht. De overige twee nieuwe nummers zijn Give Me Strength en Dark Roman Wine.
Het nummer The Planets Bend Between Us, dat oorspronkelijk op A Hundred Million Suns staat, staat in de 2009-versie op het compilatiealbum. Deze versie is de single-editie van het nummer, toen de band het nummer in een nieuw jasje opnam om het groots te laten klinken. Ook An Olive Grove Facing the Sea, afkomstig van When It's All Over We Still Have to Clear Up, is in een nieuwe versie op het album te vinden. Deze versie bestaat alleen uit Lightbody. Het nummer Signal Fire werd in 2007 uitgebracht als de leadsingle van de Spider-Man 3 soundtrack en staat op Up to Now voor het eerst op een album van Snow Patrol.

## Tracklist
Alle teksten zijn geschreven door Gary Lightbody. 
| Nr. | Titel                                                                                                | Muziek                                                        | Origineel album                              | Duur  |
| --- | --- | ------------------------------------------------------------- | -------------------------------------------- | ----- |
| 1.  | Chocolate (geproduceerd door Jacknife Lee)                                                           | Nathan Connolly, Gary Lightbody, Mark McClelland, Jonny Quinn | Final Straw                                  | 03:00 |
| 2.  | Chasing Cars (geproduceerd door Jacknife Lee)                                                        | Connolly, Lightbody, Tom Simpson, Paul Wilson, Quinn          | Eyes Open                                    | 04:25 |
| 3.  | Crack the Shutters (geproduceerd door Jacknife Lee)                                                  | Connolly, Lightbody, Simpson, Wilson, Quinn                   | A Hundred Million Suns                       | 03:21 |
| 4.  | Set the Fire to the Third Bar (met Martha Wainwright, geproduceerd door Jacknife Lee)                | Connolly, Lightbody, Simpson, Wilson, Quinn                   | Eyes Open                                    | 03:22 |
| 5.  | Crazy in Love (cover van Beyoncé, geproduceerd door Jacknife Lee)                                    | Beyoncé Knowles, Rich Harrison, Shawn Carter, Eugene Record   | Spitting Games uit 2004                      | 04:23 |
| 6.  | Just Say Yes (nieuw, geproduceerd door Jacknife Lee)                                                 | Connolly, Lightbody, Simpson, Wilson, Quinn                   | Up to Now                                    | 04:41 |
| 7.  | Batten Down the Hatch (Michael Brennan, Snow Patrol)                                                 | Lightbody, Quinn, McClelland                                  | When It's All Over We Still Have to Clear Up | 03:38 |
| 8.  | You're All I Have (geproduceerd door Jacknife Lee)                                                   | Connolly, Lightbody, Simpson, Wilson, Quinn                   | Eyes Open                                    | 04:32 |
| 9.  | Hands Open (geproduceerd door Jacknife Lee)                                                          | Connolly, Lightbody, Simpson, Wilson, Quinn                   | Eyes Open                                    | 03:15 |
| 10. | Cartwheels (geproduceerd door Gary Lightbody, Tony Doogan)                                           | Lightbody, The Reindeer Section                               | Son of Evil Reindeer                         | 04:17 |
| 11. | The Planets Bend Between Us (2009 Version, geproduceerd door Jacknife Lee)                           | Connolly, Lightbody, Simpson, Wilson, Quinn                   | A Hundred Million Suns                       | 4:00  |
| 12. | Ask Me How I Am (geproduceerd door Michael Brennan, Snow Patrol)                                     | Lightbody, Quinn, McClelland                                  | When It's All Over We Still Have to Clear Up | 02:34 |
| 13. | On/Off (geproduceerd door Michael Brennan, Snow Patrol)                                              | Lightbody, Quinn, McClelland                                  | When It's All Over We Still Have to Clear Up | 02:40 |
| 14. | Making Enemies (original version, geproduceerd door Michael Brennan, Snow Patrol)                    | Lightbody, Quinn, McClelland                                  | When It's All Over We Still Have to Clear Up | 04:18 |
| 15. | Run (Live at MENCAP Little Noise Sessions, Live at the Union Chapel, geproduceerd door Jacknife Lee) | Iain Archer, Connolly, Lightbody, McClelland, Quinn           | Final Straw                                  | 05:04 |

| Nr. | Titel | Muziek                                         | Origineel album                              | Duur  |
| --- | --- | ---------------------------------------------- | -------------------------------------------- | ----- |
| 1.  | Take Back the City (geproduceerd door Jacknife Lee)                                                           | Connolly, Lightbody, Simpson, Wilson, Quinn    | A Hundred Million Suns                       | 04:39 |
| 2.  | Shut Your Eyes (geproduceerd door Jacknife Lee)                                                               | Connolly, Lightbody, Simpson, Wilson, Quinn    | Eyes Open                                    | 03:16 |
| 3.  | An Olive Grove Facing the Sea (2009 Version, geproduceerd door Jacknife Lee)                                  | Lightbody, Quinn, McClelland                   | When It's All Over We Still Have to Clear Up | 04:57 |
| 4.  | Run (geproduceerd door Jacknife Lee)                                                                          | Archer, Connolly, Lightbody, McClelland, Quinn | Final Straw                                  | 05:54 |
| 5.  | Give Me Strength (nieuw, geproduceerd door Jacknife Lee)                                                      | Connolly, Lightbody, Simpson, Wilson, Quinn    | Up to Now                                    | 03:22 |
| 6.  | Signal Fire (geproduceerd door Jacknife Lee)                                                                  | Connolly, Lightbody, Simpson, Wilson, Quinn    | Spider-Man 3: The Official Soundtrack        | 04:25 |
| 7.  | Spitting Games (revised edit, geproduceerd door Jacknife Lee)                                                 | Connolly, Lightbody, McClelland, Quinn         | Final Straw                                  | 03:45 |
| 8.  | Open Your Eyes (geproduceerd door Jacknife Lee)                                                               | Connolly, Lightbody, Simpson, Wilson, Quinn    | Eyes Open                                    | 05:38 |
| 9.  | Dark Roman Wine (nieuw, geproduceerd door Jacknife Lee)                                                       | Connolly, Lightbody, Simpson, Wilson, Quinn    | Up to Now                                    | 04:16 |
| 10. | Fifteen Minutes Old (Jamie Watson)                                                                            | Lightbody, Quinn, McClelland                   | Songs for Polarbears                         | 03:06 |
| 11. | You Are My Joy (Gary Lightbody, Tony Doogan)                                                                  | The Reindeer Section                           | Son of Evil Reindeer                         | 03:44 |
| 12. | The Golden Floor (geproduceerd door Jacknife Lee)                                                             | Connolly, Lightbody, Simpson, Wilson, Quinn    | A Hundred Million Suns                       | 03:17 |
| 13. | Starfighter Pilot (Jamie Watson)                                                                              | Lightbody, Quinn, McClelland                   | Songs for Polarbears                         | 03:27 |
| 14. | PPP (geproduceerd door Jacknife Lee)                                                                          | Lee Potter                                     | Run uit 2004                                 | 03:23 |
| 15. | Chasing Cars (Live at MENCAP Little Noise Sessions, Live at the Union Chapel, geproduceerd door Jacknife Lee) | Connolly, Lightbody, Simpson, Wilson, Quinn    | Eyes Open                                    | 05:16 |

| Nr. | Titel                                                                              | Duur  |
| --- | ---------------------------------------------------------------------------------- | ----- |
| 1.  | Up to Now - Documentary                                                            | 44:20 |
| 2.  | Take Back the Cities - Documentary                                                 |       |
| 3.  | The Lightning Strike (Animated film)                                               | 16:17 |
| 4.  | Set the Fire to the Third Bar (featuring Martha Wainwright) (Live from Abbey Road) | 04:40 |
| 5.  | If There's a Rocket Tie Me to It (Live at V Festival, Chelmsford, UK, August 2009) | 04:25 |
| 6.  | Chocolate (Live at Eden Project, UK, August 2006)                                  | 03:06 |
| 7.  | Hands Open (Live at V Festival, Chelmsford, UK, August 2009)                       | 04:06 |
| 8.  | Run (Live at Eden Project, UK, August 2006)                                        | 05:24 |
| 9.  | Somewhere a Clock is Ticking (Live at V Festival, Chelmsford, UK, August 2009)     | 04:24 |
| 10. | Shut Your Eyes (Live at V Festival, Chelmsford, UK, August 2009)                   | 09:08 |
| 11. | Chasing Cars (Live at Isle of Wight Festival, UK, June 2007)                       | 04:54 |
| 12. | Crack the Shutters (Live at V Festival, Chelmsford, UK, August 2009)               | 03:24 |
| 13. | Take Back the City (Live at V Festival, Chelmsford, UK, August 2009)               | 04:52 |
| 14. | Open Your Eyes (Live at Pinkpop, Holland, July 2009)                               | 05:54 |
| 15. | The Lightning Strike (Live at Pinkpop, Holland, July 2009)                         | 17:07 |
| 16. | You're All I Have (Live at Pinkpop, Holland, July 2009)                            | 05:12 |

| Nr. | Titel              | Muziek | Duur  |
| --- | ------------------ | ------ | ----- |
| 1.  | You're All I Have  |        | 07:31 |
| 2.  | How to Be Dead     |        | 05:22 |
| 3.  | Grazed Knees       |        | 03:56 |
| 4.  | You Could Be Happy |        | 06:06 |
| 5.  | On/Off             |        | 04:24 |
| 6.  | I Am An Astronaut  |        | 03:22 |
| 7.  | About You Now      |        | 04:29 |
| 8.  | Chocolate          |        | 04:03 |
| 9.  | Chasing Cars       |        | 08:37 |
| 10. | Run                |        | 05:06 |

| Nr. | Titel                                                   | Duur  |
| --- | ------------------------------------------------------- | ----- |
| 1.  | Starfighter Pilot                                       | 03:28 |
| 2.  | Ask Me How I Am                                         | 02:47 |
| 3.  | Spitting Games                                          | 03:47 |
| 4.  | Run                                                     | 04:26 |
| 5.  | Chocolate                                               | 04:09 |
| 6.  | How to Be Dead                                          | 03:11 |
| 7.  | You're All I Have                                       | 04:00 |
| 8.  | Chasing Cars                                            | 04:27 |
| 9.  | Chasing Cars (Nick Brandt version)                      | 03:40 |
| 10. | Set the Fire to the Third Bar (feat. Martha Wainwright) | 03:23 |
| 11. | Open Your Eyes                                          | 05:41 |
| 12. | Shut Your Eyes                                          | 03:17 |
| 13. | Signal Fire                                             | 04:34 |
| 14. | Take Back the City                                      | 04:16 |
| 15. | Crack the Shutters                                      | 03:20 |
| 16. | If There's a Rocket Tie Me to It                        | 03:37 |
| 17. | The Planets Bend Between Us                             | 04:00 |
| 18. | Just Say Yes                                            | 04:11 |

## Verschijningsdata
| Regio            | Datum             | Formaat                          |
| ---------------- | ----------------- | -------------------------------- |
| Wereldwijd       | 11 september 2009 | Box set (pre-order)              |
| Nederland        | 6 november 2009   | Digital download, 2×cd, 2×cd/dvd |
| Ierland          | 6 november 2009   | 2×cd, 2×cd/dvd                   |
| Ierland          | 9 november 2009   | Download                         |
| Verenigde Staten | 10 november 2009  | Download, 2×cd, 2×cd/dvd         |

## Ontvangst

### Album
Nadat het album op de Nederlandse en Ierse iTunes vervroegd werd aangeboden, stond het na één dag op respectievelijk de eerste positie en tweede positie van de alternatieve lijst en de negende positie in de algemene lijst. Het album debuteerde op de vijfde positie in de Nederlandse Album Top 100 waarmee het de hoogste albumnotering van de band werd. Het stond op de 51ste positie in de jaarlijst van 2009. In Vlaanderen kwam het album binnen op de 48ste positie en steeg de week erna door tot de 24ste positie.

#### Hitnoteringen
Nederlandse Album Top 100
| Hitnotering: 14-11-2009 t/m 09-04-2011 | Hitnotering: 14-11-2009 t/m 09-04-2011 | Hitnotering: 14-11-2009 t/m 09-04-2011 | Hitnotering: 14-11-2009 t/m 09-04-2011 | Hitnotering: 14-11-2009 t/m 09-04-2011 | Hitnotering: 14-11-2009 t/m 09-04-2011 | Hitnotering: 14-11-2009 t/m 09-04-2011 | Hitnotering: 14-11-2009 t/m 09-04-2011 | Hitnotering: 14-11-2009 t/m 09-04-2011 | Hitnotering: 14-11-2009 t/m 09-04-2011 | Hitnotering: 14-11-2009 t/m 09-04-2011 | Hitnotering: 14-11-2009 t/m 09-04-2011 | Hitnotering: 14-11-2009 t/m 09-04-2011 | Hitnotering: 14-11-2009 t/m 09-04-2011 | Hitnotering: 14-11-2009 t/m 09-04-2011 | Hitnotering: 14-11-2009 t/m 09-04-2011 | Hitnotering: 14-11-2009 t/m 09-04-2011 | Hitnotering: 14-11-2009 t/m 09-04-2011 | Hitnotering: 14-11-2009 t/m 09-04-2011 | Hitnotering: 14-11-2009 t/m 09-04-2011 | Hitnotering: 14-11-2009 t/m 09-04-2011 |
| Week:                                  | 1                                      | 2                                      | 3                                      | 4                                      | 5                                      | 6                                      | 7                                      | 8                                      | 9                                      | 10                                     | 11                                     | 12                                     | 13                                     | 14                                     | 15                                     | 16                                     | 17                                     | 18                                     | 19                                     | 20                                     |
| -------------------------------------- | -------------------------------------- | -------------------------------------- | -------------------------------------- | -------------------------------------- | -------------------------------------- | -------------------------------------- | -------------------------------------- | -------------------------------------- | -------------------------------------- | -------------------------------------- | -------------------------------------- | -------------------------------------- | -------------------------------------- | -------------------------------------- | -------------------------------------- | -------------------------------------- | -------------------------------------- | -------------------------------------- | -------------------------------------- | -------------------------------------- |
| Positie:                               | 5                                      | 6                                      | 8                                      | 11                                     | 10                                     | 12                                     | 11                                     | 9                                      | 9                                      | 11                                     | 13                                     | 15                                     | 15                                     | 15                                     | 9                                      | 9                                      | 6                                      | 14                                     | 14                                     | 13                                     |
| Week:                                  | 21                                     | 22                                     | 23                                     | 24                                     | 25                                     | 26                                     | 27                                     | 28                                     | 29                                     | 30                                     | 31                                     | 32                                     | 33                                     | 34                                     | 35                                     | 36                                     | 37                                     | 38                                     | 39                                     | 40                                     |
| Positie:                               | 21                                     | 25                                     | 28                                     | 29                                     | 31                                     | 32                                     | 35                                     | 38                                     | 8                                      | 16                                     | 20                                     | 21                                     | 24                                     | 37                                     | 38                                     | 44                                     | 36                                     | 32                                     | 34                                     | 27                                     |
| Week:                                  | 41                                     | 42                                     | 43                                     | 44                                     | 45                                     | 46                                     | 47                                     | 48                                     | 49                                     | 50                                     | 51                                     | 52                                     | 53                                     | 54                                     | 55                                     | 56                                     | 57                                     | 58                                     | 59                                     | 60                                     |
| Positie:                               | 35                                     | 17                                     | 20                                     | 36                                     | 58                                     | 60                                     | 81                                     | 84                                     | 87                                     | 76                                     | 72                                     | 93                                     | 86                                     | 97                                     | 84                                     | 70                                     | 60                                     | 85                                     | 72                                     | 66                                     |
| Week:                                  | 61                                     | 62                                     | 63                                     | 64                                     | 65                                     | 66                                     | 67                                     | 68                                     | 69                                     | 70                                     | 71                                     | 72                                     | 73                                     | 74                                     |                                        |                                        |                                        |                                        |                                        |                                        |
| Positie:                               | 47                                     | 60                                     | 78                                     | 75                                     | 76                                     | 97                                     | 75                                     | 47                                     | 56                                     | 50                                     | 41                                     | 52                                     | 52                                     | 39                                     | uit                                    |                                        |                                        |                                        |                                        |                                        |

Vlaamse Ultratop 100 Albums
| Hitnotering: (Week 1 t/m 49) 14-11-2009 t/m 16-10-2010 Hitnotering: (Week 50) 02-02-2019 | Hitnotering: (Week 1 t/m 49) 14-11-2009 t/m 16-10-2010 Hitnotering: (Week 50) 02-02-2019 | Hitnotering: (Week 1 t/m 49) 14-11-2009 t/m 16-10-2010 Hitnotering: (Week 50) 02-02-2019 | Hitnotering: (Week 1 t/m 49) 14-11-2009 t/m 16-10-2010 Hitnotering: (Week 50) 02-02-2019 | Hitnotering: (Week 1 t/m 49) 14-11-2009 t/m 16-10-2010 Hitnotering: (Week 50) 02-02-2019 | Hitnotering: (Week 1 t/m 49) 14-11-2009 t/m 16-10-2010 Hitnotering: (Week 50) 02-02-2019 | Hitnotering: (Week 1 t/m 49) 14-11-2009 t/m 16-10-2010 Hitnotering: (Week 50) 02-02-2019 | Hitnotering: (Week 1 t/m 49) 14-11-2009 t/m 16-10-2010 Hitnotering: (Week 50) 02-02-2019 | Hitnotering: (Week 1 t/m 49) 14-11-2009 t/m 16-10-2010 Hitnotering: (Week 50) 02-02-2019 | Hitnotering: (Week 1 t/m 49) 14-11-2009 t/m 16-10-2010 Hitnotering: (Week 50) 02-02-2019 | Hitnotering: (Week 1 t/m 49) 14-11-2009 t/m 16-10-2010 Hitnotering: (Week 50) 02-02-2019 | Hitnotering: (Week 1 t/m 49) 14-11-2009 t/m 16-10-2010 Hitnotering: (Week 50) 02-02-2019 | Hitnotering: (Week 1 t/m 49) 14-11-2009 t/m 16-10-2010 Hitnotering: (Week 50) 02-02-2019 | Hitnotering: (Week 1 t/m 49) 14-11-2009 t/m 16-10-2010 Hitnotering: (Week 50) 02-02-2019 | Hitnotering: (Week 1 t/m 49) 14-11-2009 t/m 16-10-2010 Hitnotering: (Week 50) 02-02-2019 | Hitnotering: (Week 1 t/m 49) 14-11-2009 t/m 16-10-2010 Hitnotering: (Week 50) 02-02-2019 | Hitnotering: (Week 1 t/m 49) 14-11-2009 t/m 16-10-2010 Hitnotering: (Week 50) 02-02-2019 | Hitnotering: (Week 1 t/m 49) 14-11-2009 t/m 16-10-2010 Hitnotering: (Week 50) 02-02-2019 | Hitnotering: (Week 1 t/m 49) 14-11-2009 t/m 16-10-2010 Hitnotering: (Week 50) 02-02-2019 | Hitnotering: (Week 1 t/m 49) 14-11-2009 t/m 16-10-2010 Hitnotering: (Week 50) 02-02-2019 | Hitnotering: (Week 1 t/m 49) 14-11-2009 t/m 16-10-2010 Hitnotering: (Week 50) 02-02-2019 |
| Week:                                                                                    | 1                                                                                        | 2                                                                                        | 3                                                                                        | 4                                                                                        | 5                                                                                        | 6                                                                                        | 7                                                                                        | 8                                                                                        | 9                                                                                        | 10                                                                                       | 11                                                                                       | 12                                                                                       | 13                                                                                       | 14                                                                                       | 15                                                                                       | 16                                                                                       | 17                                                                                       | 18                                                                                       | 19                                                                                       | 20                                                                                       |
| ---------------------------------------------------------------------------------------- | ---------------------------------------------------------------------------------------- | ---------------------------------------------------------------------------------------- | ---------------------------------------------------------------------------------------- | ---------------------------------------------------------------------------------------- | ---------------------------------------------------------------------------------------- | ---------------------------------------------------------------------------------------- | ---------------------------------------------------------------------------------------- | ---------------------------------------------------------------------------------------- | ---------------------------------------------------------------------------------------- | ---------------------------------------------------------------------------------------- | ---------------------------------------------------------------------------------------- | ---------------------------------------------------------------------------------------- | ---------------------------------------------------------------------------------------- | ---------------------------------------------------------------------------------------- | ---------------------------------------------------------------------------------------- | ---------------------------------------------------------------------------------------- | ---------------------------------------------------------------------------------------- | ---------------------------------------------------------------------------------------- | ---------------------------------------------------------------------------------------- | ---------------------------------------------------------------------------------------- |
| Positie:                                                                                 | 48                                                                                       | 24                                                                                       | 27                                                                                       | 35                                                                                       | 14                                                                                       | 12                                                                                       | 10                                                                                       | 11                                                                                       | 17                                                                                       | 22                                                                                       | 33                                                                                       | 20                                                                                       | 26                                                                                       | 35                                                                                       | 26                                                                                       | 28                                                                                       | 25                                                                                       | 27                                                                                       | 8                                                                                        | 17                                                                                       |
| Week:                                                                                    | 21                                                                                       | 22                                                                                       | 23                                                                                       | 24                                                                                       | 25                                                                                       | 26                                                                                       | 27                                                                                       | 28                                                                                       | 29                                                                                       | 30                                                                                       | 31                                                                                       | 32                                                                                       | 33                                                                                       | 34                                                                                       | 35                                                                                       | 36                                                                                       | 37                                                                                       | 38                                                                                       | 39                                                                                       | 40                                                                                       |
| Positie:                                                                                 | 18                                                                                       | 26                                                                                       | 14                                                                                       | 16                                                                                       | 18                                                                                       | 26                                                                                       | 20                                                                                       | 25                                                                                       | 16                                                                                       | 12                                                                                       | 20                                                                                       | 19                                                                                       | 26                                                                                       | 28                                                                                       | 42                                                                                       | 36                                                                                       | 37                                                                                       | 35                                                                                       | 38                                                                                       | 52                                                                                       |
| Week:                                                                                    | 41                                                                                       | 42                                                                                       | 43                                                                                       | 44                                                                                       | 45                                                                                       | 46                                                                                       | 47                                                                                       | 48                                                                                       | 49                                                                                       |                                                                                          | 50                                                                                       |                                                                                          |                                                                                          |                                                                                          |                                                                                          |                                                                                          |                                                                                          |                                                                                          |                                                                                          |                                                                                          |
| Positie:                                                                                 | 44                                                                                       | 27                                                                                       | 12                                                                                       | 24                                                                                       | 48                                                                                       | 70                                                                                       | 85                                                                                       | 81                                                                                       | 95                                                                                       | uit                                                                                      | 196                                                                                      |                                                                                          |                                                                                          |                                                                                          |                                                                                          |                                                                                          |                                                                                          |                                                                                          |                                                                                          |                                                                                          |

Internationaal
| Lijst                     | Aanbieder(s)     | Piek | Verkoop  | Certificatie | Bron   |
| ------------------------- | ---------------- | ---- | -------- | ------------ | ------ |
| Amerikaanse Billboard 200 | Billboard        | 182  |          | —            | [ 16 ] |
| Australië                 | ARIA             | 54   |          | —            | [ 17 ] |
| Duitsland                 | GFK              | 38   |          | —            | [ 18 ] |
| European Top 100          | Ultratop         | 10   |          | —            | [ 16 ] |
| Ierland                   | IRMA             | 5    |          | —            | [ 19 ] |
| Nederlandse Album Top 100 | Mediacontrol/GFK | 5    | 50.000+  | Platina      | [ 17 ] |
| Verenigd Koninkrijk       | OCC/BPI          | 3    | 600.000+ | 2× platina   | [ 21 ] |
| Vlaamse Ultratop 50       | Ultratop         | 8    | n/b      | —            | [ 17 ] |
| Waalse Ultratop 50        | Ultratop         | 28   |          | —            | [ 17 ] |
| Zwitserland               | Ultratop         | 36   |          | —            | [ 17 ] |

### Singles
| Jaar | Nummer                                       | Piek      | Piek              | Piek           | Piek                 | Piek          | Piek                 | Piek           | Piek             | Piek      | Piek      | Piek      | Piek       | Status |
| Jaar | Nummer                                       | NL Top 40 | NL Single Top 100 | VL Ultratop 50 | US Billboard Hot 100 | UK Hitlist 75 | US Alternative Songs | AU ARIA Charts | DU Singles Chart | NZ Top 40 | OO Top 75 | SE Top 60 | ZW Top 100 | Status |
| ---- | -------------------------------------------- | --------- | ----------------- | -------------- | -------------------- | ------------- | -------------------- | -------------- | ---------------- | --------- | --------- | --------- | ---------- | ------ |
| 2009 | Just Say Yes                                 | 1         | 2                 | 6              | –                    | 15            | –                    | 87             | 47               | –         | –         | 38        | –          | –      |
| 2009 | An Olive Grove Facing the Sea (2009 Version) | –         | –                 | –              | –                    | –             | –                    | –              | –                | –         | –         | –         | –          | –      |
| 2010 | Run                                          |           | 22                | 58             | –                    | 15            | –                    | 92             | –                | –         | –         | –         | –          | –      |
| 2010 | Chocolate                                    | tip22     | 51                | –              | –                    | –             | –                    | –              | –                | –         | –         | –         | –          | –      |

## Medewerkers

### Songs for Polarbears
Snow Patrol
- Gary Lightbody: Gitaar, vocals, keyboard, muziek, teksten
- Mark McClelland: basgitaar, keyboard, muziek
- Jonny Quinn: drum, muziek

Overig
- Jamie Watson: producer
- Tom Simpson: scratching1
- Richard Colburn: drum, keyboard2
- Isobel Campbell: vocals3
- Fraser Simpson: gitaar4

- 1: op Absolute Gravity
- 2: op Starfighter Pilot
- 3: op NYC
- 4: op Days without Paracetamol

### When It's All Over We Still Have to Clear Up
Snow Patrol
- Gary Lightbody: Gitaar, vocals, achtergrondzang, teksten, muziek
- Mark McClelland: basgitaar, muziek
- Jonny Quinn: drum, muziek

Overig
- Michael Brennan: producer
- Tom Simpson: keyboard

### Final Straw
Snow Patrol
- Gary Lightbody: gitaar, glockenspiel, vocals, keyboard, muziek, teksten
- Mark McClelland: basgitaar, keyboard, muziek
- Jonny Quinn: drum, muziek
- Nathan Connolly: gitaar, achtergrondzang, muziek

Overig
- Iain Archer: Muziek5:
- Jacknife Lee: Producer6, mixing7
- Stephen Marcussen: Mastering
- Louie Teran: Mastering
- Ben Georgiades: Engineer
- Dan Swift: Engineer
- Phil Tyreman: Assistent engineer
- Ian Dowling: Assistent engineer
- Mike Nelson: Mixing
- Chris Lord-Alge: Mixing8
- Jeff McLaughlin: Assistent
- Snaren[24]
  - James Banbury: Piano9, snaararrangement, cello10
  - Bruce White: Altviool
  - Alison Dods: Viool9
  - Fiona McCapra: Viool9

Noten
- 5: Op Run, Ways & Means en Somewhere a Clock is Ticking
- 6: Alles op We Can Run Away Now They're Are All Dead and Gone na.
- 7: Op How to Be Dead, Wow, Gleaming Auction, Whatever's Left, Grazed Knees, Ways & Means, Tiny Little Fractures, Somewhere a Clock is Ticking en Same.
- 8: Op Spitting Games, Chocolate en Run.
- 9: Op Chocolate, Grazed Knees, Ways & Means, Somewhere a Clock is Ticking en Same.
- 10: Op Run, Grazed Knees, Ways & Means en Somewhere a Clock is Ticking.

### Eyes Open
Snow Patrol
- Gary Lightbody: gitaar, vocals, muziek, teksten
- Jonny Quinn: drum, muziek
- Nathan Connolly: gitaar, achtergrondzang, muziek
- Tom Simpson: keyboard, muziek
- Paul Wilson: basgitaar, muziek

Overig
- Martha Wainwright: gastzangeres
- Iain Archer: achtergrondzang11
- Jacknife Lee: achtergrondzang11, producer, mixer
- Paul Archer: achtergrondzang11
- Jacknife Lee: producer
- Tom McFall: engineer
- Sam Bell: extra engineer
- Stefano Soffia: assistent engineer
- Simon Wakeling: assistent engineer12
- Cenzo Townshend: mixer
- Owen Skinner: mixer
- John Davies: mastering
- Ken Stringfellow: piano
- Opgenomen in de Grouse Lodge Studios in Ierland en de Parkgate Studios.
- Gemixt in de Olympic Studios in Londen.

- Snaren15[25]
  - James Banbury: Snaararrangement13
  - Dirigent13: Janice Graham
  - Cello13: Adiran Bradbury, Caroline Dale, Caroline Dearnley, Zoe Martlew
  - Contrabas13: Ben Russell, Leon Bosch
  - Altviool13: Matthew Souter, Maxine Moore, Timothy Grant, William Hawkes
  - Viool13: Janice Graham, Mia Cooper, Paul Willey, Rebecca Irsch, Richard Milone, Ursula Gough, Warren Zielinski, Beatrix Lovejoy, Charles Sewart, Karin Leishman, Maya Magub, Pauline Lowbury, Richard George, Steve Morris
  - Opname: Steve Pryce in de Angel Studios in Londen
- Koor[25]
  - Kooropname: Tom McFall13
  - Koor14: Charlie Clarke, Ciaran Gribbin, Claire Scott, David McGuinty, Eugene Kelly, Fay Russel, Hrafnhildur Halldorsdottir, Iain Archer, Jenny Reeve, Paul Archer, Richeal Reader, Sarah Wilson, Stacey Sievwright

Noten
- 11: Alleen op You're All I Have.
- 12: Op You're All I Have, Hands Open en Chasing Cars.
- 13: Op Chasing Cars en Open Your Eyes.
- 14: Op Hands Open, Shut Your Eyes, Make This Go on Forever en Open Your Eyes.
- 15: Alleen op Open Your Eyes

### A Hundred Million Suns
Snow Patrol
- Gary Lightbody: vocals, gitaar, achtergrondzang, teksten
- Nathan Connolly: gitaar, achtergrondzang, muziek
- Paul Wilson: basgitaar, achtergrondzang, muziek
- Jonny Quinn: drums, percussie, muziek
- Tom Simpson: keyboards, muziek

Overig
- Jacknife Lee: producer, mixer
- Cenzo Townshend: mixer
- John Davis: mastering
- Sam Bell: engineer, editing
- Tom McFall: engineer
- Philip Rose: engineer
- Karen Helleher: assistent engineer
- Owen Lewis: assistent engineer
- Ilse Tilmann: assistent engineer

Koor
- Brasskoor
  - Brassarrangement: Avshalom Caspi
  - Brassbegeleiding: Hilary Skewes
- Koor
  - Koor: Exmoor Singers of London
  - Koorregie: James Jarvis
- Hoorns: Evgeny Chubykin, Jocelyn Lightfoot, Kira Doherty, Philip Eastop, Richard Bayliss, Timothy Brown
- Opname: Mo Hausler, Phil Rose

Orkest
- Trombone: Colin Sheen, Dan Jenkins
- Bastrombone : David Stewart, Ian Fasham
- Trompet: Guy Barker, John Barclay, Mark Law, Pat White
- Tuba: James Anderson, Stephen Wick[26]

Video
- Undabo Studios[27]
  - Doug Kennedy: regisseur, key creative, animatie, compositie
  - Simon Brown: key creative, animatie, modellering
  - Chris Whittle: modellering
  - Ed Olive: extra modellering
  - Nick Hales: extra modellering, karakteranimatie
  - Chris Millsy: karakteranimatie
  - Darren Cullis: additional character rigging
  - Hearl Hutchinson": extra karakter tuigage
- Atticus Finch[27]
  - Chris Richmond: creative regisseur
  - Jim Waters: producent
- Splinter Films[27]
  - Blue Leach: regisseur
  - Emer Patten: producent